# Società Canottieri Ichnusa
La Società Canottieri Ichnusa A.S.D. è una società sportiva di Cagliari. Fondata il 10 agosto 1891 come "Società Canottieri Sardi", è probabilmente la società di sport nautici più antica della Sardegna, e una delle più antiche società sportive sarde in assoluto fra quelle ancora in attività. Prese il nome attuale nel marzo 1896, dall'antico toponimo greco della Sardegna.
Nata come società di canottaggio, attualmente ha anche sezioni di canoa polo, vela, canoa velocità e pesca sportiva, ed è quindi affiliata a FICK, FIC, FIV e FIPS, oltre che all'UNASCI.
Nel 1983 il CONI le ha conferito la stella d'oro al merito sportivo.

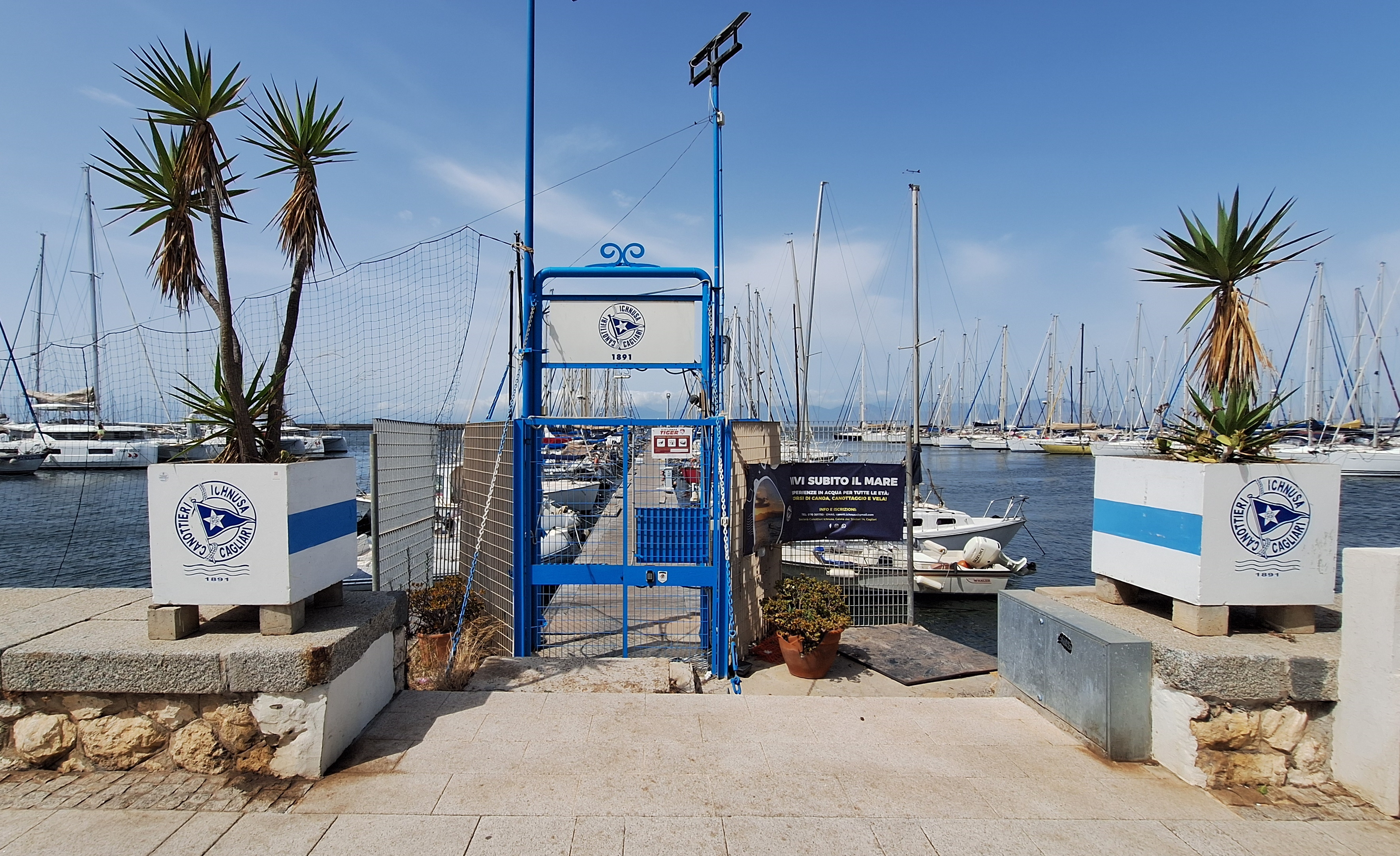
Il molo di accesso con il logo blu e bianco della Società Canottieri Ichnusa, Calata dei Trinitari.

Dagli anni '60 la sua sede è situata all'interno del porticciolo sportivo di Su Siccu, nei pressi della Fiera di Cagliari e degli impianti sportivi della Rari Nantes e della Lega Navale Italiana.

## Canottaggio
Iscrittasi al Rowing Club Italiano nel 1899 (antesignano della Federazione Italiana Canottaggio), la S.C. Ichnusa fece il suo debutto nelle gare nazionali di canottaggio l'11 agosto 1900 (gare previste originariamente per il 4, ma rinviate a causa dell'assassinio di Umberto I). Nel 1930 vinse il titolo nazionale juniores nel "due con". La società dovette interrompere le sue attività a causa della seconda guerra mondiale, con la sede che fu distrutta nei bombardamenti di Cagliari del 1943, ma le riprese già nel 1949. Al 2021, la società continua a partecipare a gare nazionali, anche di canottaggio costiero.

## Canoa Polo
La sezione di canoa polo della S. C. Ichnusa nasce fra la fine degli anni '90 e l'inizio degli anni '2000. La squadra maschile partecipa ininterrottamente dal 2011 al campionato di Serie A, e nel 2025 ha vinto il suo primo campionato battendo in finale 3-2 il Canoa Club Napoli, in precedenza aveva ottenuto come migliori piazzamenti il terzo posto ai play-off scudetto del 2016 e del 2024, oltre che il secondo posto in Coppa Italia nel 2016 e nel 2025. La Canottieri Ichnusa ha inoltre preso parte a numerosi campionati femminili, e, dopo un'interruzione di alcuni anni, è tornata a parteciparvi nel 2022, vincendo nel 2024 la sua prima Coppa Italia e il suo primo scudetto. La S.C. Ichnusa è anche molto attiva a livello giovanile, con squadre under 21, juniores, ragazzi e under 14. La squadra under 21 può vantare la vittoria della Coppa Italia di categoria nel 2010 e nel 2012, nonché la medaglia d'argento in campionato negli stessi anni. A livello juniores, l'Ichnusa ha vinto una Coppa Italia nel 2018, ed è arrivata seconda in campionato nel 2015 e nel 2019. La squadra ragazzi (under 16) ha invece vinto il titolo italiano nel 2017, dopo che gli stessi atleti avevano vinto il titolo nella categoria under 14 l'anno precedente. La Canottieri Ichnusa può inoltre vantare atleti e allenatori che sono saliti sul podio di campionati europei e mondiali con le rispettive nazionali italiane di categoria.

### Palmarès

#### Competizioni maggiori
- Serie A maschile: 1

2025
- Serie A femminile: 1

2024
- Coppa Italia femminile: 1

2024

#### Competizioni giovanili
- Coppa Italia under 21: 2

2010, 2012
- Coppa Italia juniores: 1

2018
- Campionato italiano ragazzi: 1

2017
- Campionato italiano under 14: 2

2016, 2024
- Coppa Italia under 14: 2

2024, 2025

#### Altri piazzamenti
- Serie A maschile:

Terzo posto: 2016, 2024
- Coppa Italia maschile:

Finalista: 2016, 2025
- Serie A femminile:

Terzo posto: 2011, 2025
- Coppa Italia femminile:

Finalista: 2011, 2022
- Campionato italiano under 21:

Secondo posto: 2010, 2012, 2023
- Campionato italiano juniores:

Secondo posto: 2015, 2019